# Três Palmeiras
Três Palmeiras é um município brasileiro do estado do Rio Grande do Sul.
O município foi inicialmente batizado como Colônia do Pito, sendo o nome posteriormente alterado para Três Palmeiras, devido à existência de três palmeiras que partiram de um mesmo tronco, no local onde hoje se situa a Rua Treze de Maio, próxima a esquina com a Rua Castelo Branco.

## História
Anteriormente à chegada de descendentes de europeus, a região de Três Palmeiras, então composta por plantas nativas, era habitada por índios. Devido ao trânsito de tropeiros paulistas em direção à região das Missões Jesuíticas, ocorreu o gradual povoamento da região próxima e interior ao município.
Em 1912, iniciou-se a chegada de colonizadores interessados na utilização das terras férteis existentes, sendo intensificada a partir de 1920. Assim como no restante do Rio Grande do Sul, a principal atividade econômica da região era agrícola, com o plantio de feijão, milho, arroz, mandioca, batata e fumo; além da pecuária, como atividade de subsistência. As primeiras atividades comerciais para além da agropecuária foram a produção de cachaça, casa de comércio, uma sapataria, um moinho movido a água, e uma hospedaria para tropeiros vindos do centro-sul do país.
Na saúde, destaca-se a importância histórica para a comunidade da figura do Senhor Buris, que fornecia primeiros socorros e atuava na prática como farmacêutico, providenciando medicação e fornecendo informações. Quanto à educação, as primeiras escolas surgiram na Serrinha e linha Tabuão. A primeira igreja da cidade foi construída em 1948, recebendo o nome de Imaculado Coração de Maria.
Devido ao aumento da população no final do século XX e à distância que separava a região da sede do município de Ronda Alta, a comunidade foi elevada à condição de distrito municipal em 24 de novembro de 1965, pela Lei Municipal nº 43, havendo sido empossado Olívio Três para o cargo de subprefeito. Em 1967, chega o primeiro meio de comunicação: dois telefones de manivela que serviam para toda a população. Com a população continuando a crescer, forma-se através de eleição em 20 de novembro de 1985 uma comissão emancipadora para o futuro município. Após várias lutas e plebiscitos, a emancipação ocorreu em 12 de maio de 1988, originando o município de Três Palmeiras, pela Lei Estadual 8.631, desmembrado de Ronda Alta.

## Política

### Lista de prefeitos
| Nº | Nome                         | Partido | Início do mandato    | Fim do mandato         | Observações          |
| —  | Augusto Frigo Simiale        | —       | 1985                 | 31 de dezembro de 1988 | Sub-prefeito nomeado |
| 1  | Vitório Ferdinando Grando    |         | 1 de janeiro de 1989 | 31 de dezembro de 1992 | Prefeito eleito      |
| 2  | Luís Getúlio Conrado Machado | PDS     | 1 de janeiro de 1993 | 31 de dezembro de 1996 | Prefeito eleito      |
| 3  | Nédio Antônio Valduga        | PDT     | 1 de janeiro de 1997 | 31 de dezembro de 2000 | Prefeito eleito      |
| 3  | Nédio Antônio Valduga        | PDT     | 1 de janeiro de 2001 | 31 de dezembro de 2004 | Prefeito reeleito    |
| 4  | Luís Getúlio Conrado Machado | PDT     | 1 de janeiro de 2005 | 31 de dezembro de 2008 | Prefeito eleito      |
| 4  | Luís Getúlio Conrado Machado | PDT     | 1 de janeiro de 2009 | 31 de dezembro de 2012 | Prefeito reeleito    |
| 5  | Silvânio Antônio Dias        | PSB     | 1 de janeiro de 2013 | 31 de dezembro de 2016 | Prefeito eleito      |
| 6  | Silvanio Antônio Dias        |         | 1 de janeiro de 2017 | 31 de dezembro de 2020 | Prefeito reeleito    |

## Geografia
Três Palmeiras é um município que faz parte da Microrregião de Frederico Westphalen. Localiza-se a uma latitude 27º36'53" sul e a uma longitude 52º50'37" oeste, estando a uma altitude de 662 metros. Sua população estimada em 2004 era de 4.410 habitantes.
| Noroeste: Trindade do Sul | Norte: Trindade do Sul | Nordeste: Entre Rios do Sul |
| Oeste: Trindade do Sul    |                        | Leste: Entre Rios do Sul    |
| Sudoeste: Engenho Velho   | Sul: Engenho Velho     | Sudeste: Ronda Alta         |

O município de Três Palmeiras é dividido em várias localidades, denominadas de linhas:
- Linha Taboão
- Linha Pipiri
- Linha São Paulo
- Linha Nova
- Linha Serrinha
- Linha Cachoeira
- Linha São Roque
- Linha Passo do Lobo
- Linha Progresso
- Linha Baitaca

### Distritos
| Distrito       | População |
| -------------- | --------- |
| Progresso      | 1400      |
| Três Palmeiras | 3300      |